# Razorblade Romance
 (juin 2020).
Albums de HIM
Greatest Lovesongs, Vol. 666
(1997) Deep Shadows and Brilliant Highlights
(2001)
Razorblade Romance est le second album du groupe de rock HIM, sorti le 19 décembre 1999 en Finlande et le 24 janvier 2000 dans le reste de l'Europe - à l'exception de l'Angleterre où il n'est sorti que plus tard, le 15 mai 2000. Cet album a été produit par John Fryer et enregistré aux Rockfield recording studios au Pays de Galles par John Fryer et Paul Read. Toutes les chansons et paroles de l'album, à l'exception de la chanson Wicked Game de Chris Isaak, ont été composées par Ville Valo.
Cet album a permis de faire connaître HIM dans toute l'Europe quand le single Join Me In Death a été utilisé dans le film de science-fiction Passé Virtuel. Razorblade Romance se vend à 150 000 exemplaires en Allemagne, où il est certifié disque d'or dès sa première semaine de sortie. Il a atteint la première place des ventes de disques en Allemagne, devenant disque de platine, et est le single le plus vendu de l'histoire de la Finlande. 
Razorblade Romance est paru peu de temps après aux États-Unis sous le titre "HER". Un groupe de jazz à Chicago se nommant "HiM" existait déjà et ne voulait pas céder leurs droits sur le nom, mais HIM a finalement acheté les droits pour utiliser ce nom aux États-Unis et peuvent à présent faire paraître leurs albums sous ce nom. Les albums américains sont parus sous le label Jimmy Franks Recording Company, dirigée par Jimmy Pop, chanteur du groupe The Bloodhound Gang. Ces derniers ont fait paraître l'album HER Razorblade Romance dans la zone de Boston et une fois que HIM a récupéré les droits de leur nom, l'album est reparu dans tous les États-Unis avec Universal Records.

## Versions
Plusieurs versions de cet album existent, la version originale étant celle parue en Finlande et correspondant à la version allemande contenant onze des treize pistes présentées ci-dessous.
La version anglaise contient une nouvelle version de la chanson Your Sweet Six Six Six intitulée Your Sweet 666 et une nouvelle version de Wicked Game. Une nouvelle version de It's All Tears (Drown In this Love) a également été enregistrée pour l'album, mais n'est pas présente dans la version finale de la liste des pistes (elle a été publiée plus tard dans la version anglaise de la compilation And Love Said No: The Greatest Hits 1997-2004. De plus, le titre de I Love You (Prelude to Tragedy) a été raccourci en I Love You.
Il existe deux versions américaines différentes avec la liste des pistes anglaises plus Sigillum Diaboli et One Last Time (l'une des versions contient un avertissement Parental Advisory et l'autre non) ; une autre version américaine est celle sortie sous le nom de groupe "HER" avec en plus des autres versions la chanson The 9th Circle ; un vinyl spécial est sorti en 2005 aux États-Unis contenant la même liste de pistes que le CD américain et quelques autres.

## Liste des pistes

### Liste des pistes originales/finlandaises/allemandes
1. I Love You (Prelude to Tragedy)
2. Poison Girl
3. Join Me in Death
4. Right Here in My Arms
5. Gone With the Sin
6. Razorblade Kiss
7. Bury Me Deep Inside Your Heart
8. Heaven Tonight
9. Death Is In Love With Us
10. Resurrection
11. One Last Time
12. Sigillum Diaboli (German Digipak/Canadian iTunes Bonus Track)
13. The 9th Circle (OLT) (German Digipak/Canadian iTunes Bonus Track)

### Liste des pistes anglaises
1. Your Sweet 666
2. Poison Girl
3. Join Me in Death
4. Right Here in My Arms
5. Bury Me Deep Inside Your Heart
6. Wicked Game
7. I Love You
8. Gone With the Sin
9. Razorblade Kiss
10. Resurrection
11. Death Is In Love With Us
12. Heaven Tonight

### Liste des pistes américaines
1. Your Sweet Six Six Six
2. Poison Girl
3. Join Me in Death
4. Right Here in My Arms
5. Bury Me Deep Inside Your Heart
6. Wicked Game
7. I Love You (Prelude to Tragedy)
8. Gone With the Sin
9. Razorblade Kiss
10. Resurrection
11. Death Is In Love With Us
12. Heaven Tonight
13. Sigillum Diaboli
14. One Last Time

### Liste des pistes parues sous le nom HER
1. Your Sweet Six Six Six - 3:56
2. Poison Girl - 3:50
3. Join Me in Death - 3:38
4. Right Here in My Arms - 4:03
5. Bury Me Deep Inside Your Heart - 4:16
6. Wicked Game - 4:05
7. I Love You (Prelude To Tragedy) - 3:09
8. Gone With the Sin - 4:21
9. Razorblade Kiss - 4:18
10. Resurrection - 3:39
11. Death Is In Love With Us - 2:57
12. Heaven Tonight - 3:21
13. Sigillum Diaboli - 3:54
14. The 9th Circle (OLT) - 5:09
15. One Last Time - 5:09